# Léonie Claudine Lougué
Pour les articles homonymes, voir Léonie.
Léonie Claudine Lougué, née Sorgho, est une femme politique burkinabè et médecin radiologue, ministre de la Santé dans le gouvernement Dabiré du 24 janvier 2019 au 10 janvier 2021.

## Biographie
Léonie Claudine Lougué est titulaire du diplôme de Docteur en médecine de l'Université Cheikh Anta Diop de Dakar et du Certificat d'Etudes Spécialisée en radiologie et Imagerie Médicale du Centre International de Formation des Radiologues d’Afrique Noire Francophone (CIFRAF), Université nationale de Côte d’Ivoire.